# Agnete og havfruerne
Agnete og havfruerne (Deens voor Agneta en de meerminnen) is een compositie van Niels Gade. Het is een lied geschreven op basis van een gedicht van Hans Christian Andersen.
Niels Gade pakte niet zo groots uit:
- sopraan
- dameskoor
- 1 dwarsfluit, 1 hobo, 2 klarinetten, 2 fagotten
- 2 hoorns,
- 1 harp
- violen, altviolen, celli, contrabassen